# Baganzolino
Baganzolino è una piccola frazione del comune di Parma, appartenente al quartiere Cortile San Martino.
La località è situata 5,89 km a nord del centro della città.

## Geografia fisica
La frazione sorge in posizione pianeggiante tra le campagne a nord di Parma, sulla sponda destra del torrente Parma, di fronte a Baganzola.

## Origini del nome
Il toponimo di Baganzolino e della vicina Baganzola ha origine dal torrente Baganza; infatti, secondo alcune ipotesi su cui non tutti sono concordi, il corso d'acqua in epoca altomedievale scorreva a partire dalla città nell'attuale letto del torrente Parma, che invece a monte di Parma, all'incirca all'altezza di Mamiano, deviava verso est fino a intercettare l'odierno alveo dell'Enza.

## Storia
Nel 962, secondo un atto di dubbia autenticità, l'imperatore del Sacro Romano Impero Ottone I di Sassonia riconobbe al vescovo di Parma Oberto l'autorità, oltre che sulla città, anche su 3 miglia di contado intorno a essa, comprendenti tra le altre la zona posta tra Baganzola e Casale.
Originariamente la località era unita a Baganzola, in quanto il torrente scorreva a ovest del centro abitato; nel 1230 la cappella del piccolo borgo fu infatti citata nel Capitulum seu Rotulus Decimarum della diocesi di Parma come Capelle S. Marie de Baganzola.
Verso la fine del XIV secolo, a causa dello spostamento più a est del corso d'acqua, l'abitato di Baganzola fu tagliato in due parti e la porzione orientale fu ribattezzata Baganzola citra Parmam. Il borgo fu successivamente colpito in varie occasioni dalle esondazioni del torrente Parma, che deviò altre volte il suo corso arrivando anche a lambire la chiesa medievale.
In epoca napoleonica, per effetto del decreto Nardon del 1806, Baganzolino divenne frazione del nuovo comune (o mairie) di Cortile San Martino, che nel 1943 fu sciolto e inglobato in quello di Parma.
A causa dell'estrema vicinanza col torrente Parma, la chiesa medievale fu distrutta e ricostruita in posizione più sicura tra il 1923 e il 1925, mentre per motivi di sicurezza tutte le abitazioni in area golenale furono abbandonate nel 2011 dai proprietari, in cambio di un indennizzo da parte della Regione Emilia-Romagna; nel 2015 fu avviata la demolizione dei fabbricati, l'ultimo dei quali fu raso al suolo l'anno seguente.

## Monumenti e luoghi d'interesse

### Chiesa della Natività di Maria Vergine

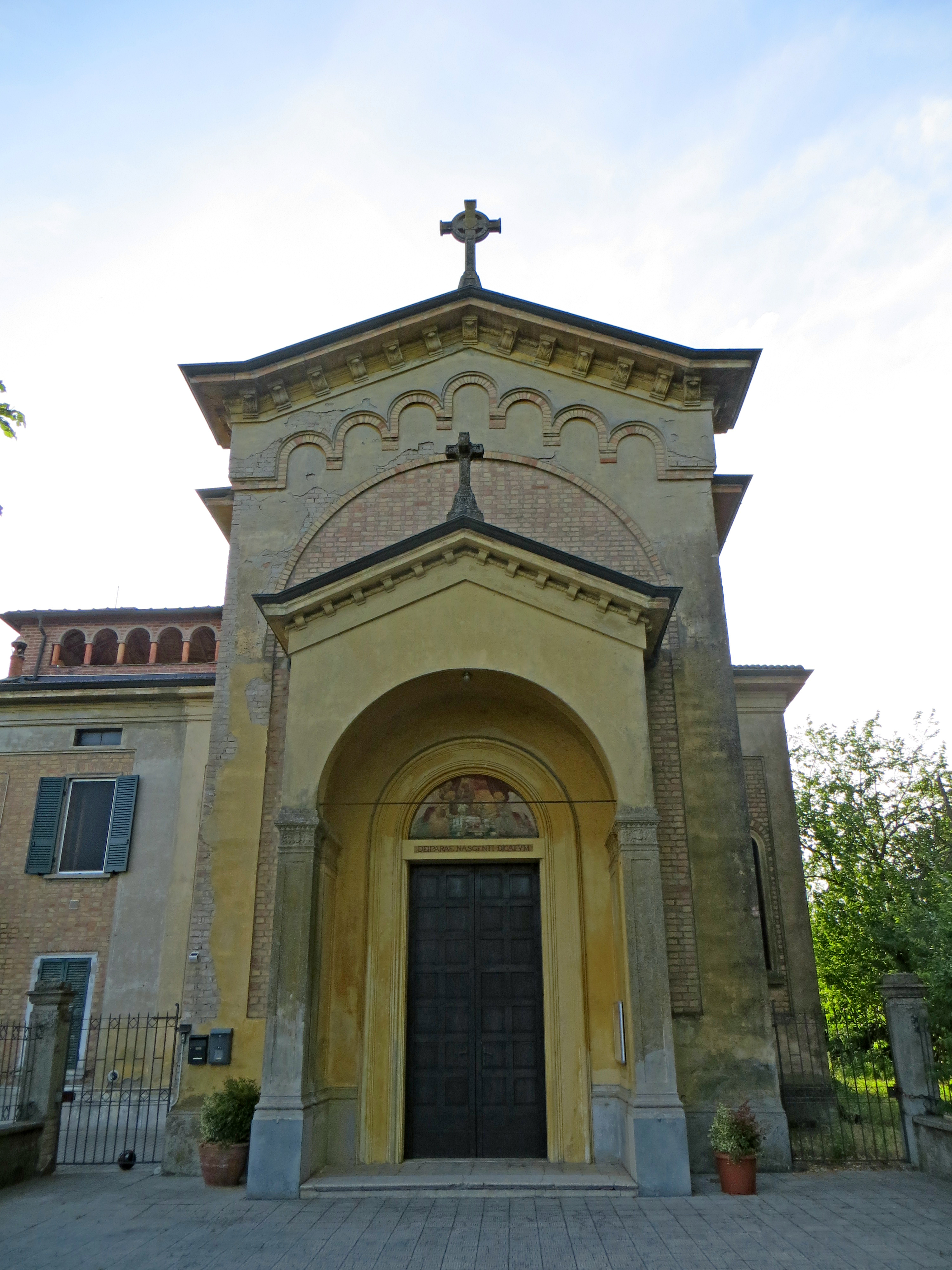
Chiesa della Natività di Maria Vergine

Edificata originariamente entro il 1230 in prossimità del torrente Parma, l'antica chiesa, più volte danneggiata dalle esondazioni del corso d'acqua, fu completamente ricostruita in posizione più sicura tra il 1923 e il 1925, su progetto dell'architetto Ennio Mora; preceduta da un protiro, la struttura neoromanica è rivestita in laterizio parzialmente intonacato; gli interni sono decorati a tempera con motivi geometrici e fitomorfi.